# Tolånga distrikt
Tolånga distrikt är ett distrikt i Sjöbo kommun och Skåne län. 
Distriktet ligger öster om Sjöbo.

## Tidigare administrativ tillhörighet
Distriktet inrättades 2016 och utgörs av socknen Tolånga i Sjöbo kommun.
Området motsvarar den omfattning Tolånga församling hade 1999/2000.